# Давідсон Борис Михайлович
Борис Михайлович Давідсон (22 березня 1919, Сновськ — 13 лютого 1989, Київ) — радянський, український архітектор, доктор архітектури, професор, завідувач кафедрою житлових і громадських будівель Свердловського архітектурного інституту, член Спілки архітекторів СРСР, один із засновників уральської архітектурної школи.

## Біографія
- У 1936 році вступив на архітектурний факультет Київського інженерно-будівельного інституту, навчався у знаменитого Йосипа Юлійовича Каракіса, проте закінчити інститут не встиг.
- 25 червня 1941 був покликаний в армію на службу в системі Головного управління аеродромного будівництва НКВС СРСР.
- З 1944 року і до закінчення війни був начальником будівництва аеродромів в Ульяновську, Києві, Чернігові та Польщі.
- Відразу після закінчення війни в 1945 р. був відряджений з армії для закінчення навчання в інституті. Цього разу закінчення з відзнакою нічого не завадило, більш того, Давідсон був залишений в аспірантурі у І. Каракіса.
- З 1951 р. викладав в Уральському політехнічному інституті (УПІ), на кафедрі архітектури.
- У 1952 р. захистив кандидатську дисертацію (тема «Архітектура обласного Будинку народної творчості УРСР»).
- З 1956 р. член Спілки архітекторів СРСР.
- У 1967 р. заснував кафедру архітектури УПІ в Уральському філії Московського архітектурного інституту, продовжував там викладати протягом 10 років [1].
- У 1986 р. захистив докторську дисертацію (тема «Архітектура житла і місцевий клімат (на прикладі уральського регіону)»).
- У квітні 1987 р. затверджений в званні професора по кафедрі «Архітектура житлових і громадських будівель», де і пропрацював завідувачем до останніх днів свого життя.

Похований на кладовищі Шірокореченском Єкатеринбурга.

## Проекти
- Проект реконструкції головної площі в м. Щорс;
- Проект трибуни і пам'ятник В. І. Леніну в м. Щорс,
- Спортивний павільйон Уральського політехнічного інституту;
- Обласний Будинок народної творчості у м. Сталіно (1950);
- Архітектура зеленого паркового будівництва і малі архітектурні форми заводу залізобетонних виробів в м. Свердловську;
- Пам'ятник архітектору К. Т. Бабикіну.

## Участь в конкурсах і премії
- Реконструкція Свердловського театру опери та балету (у співавторстві з М. С. Алфьоровим, К. А. вузьких, В. А. Піскуновим) 1954. 2-а премія Свердловської організації Союзу архітекторів;
- Планування і забудова набережних ріки Ісеть в м. Свердловську (у складі авторського колективу з Н. С. Алфьоровим, Н. С. Власенко, П. В. Орданскій) 1955. 1-а премія Свердловської організації Союзу архітекторів.

## Публікації
- Автор книги «Методичні вказівки з виконання архітектурного проекту громадської будівлі» (1960 р.);
- Автор книги «Архітектура і сучасність» (1963 р.);
- Автор монографії «Архітектура і сучасність»;
- Монографія: «Архітектура житла і місцевий клімат Уралу»;
- Автор книги «Архітектура орієнтованого житлового будинку»;
- Автор книги «Орієнтований житловий комплекс»;
- Автор безлічі публікацій у фахових виданнях.